# 波斯陶
波斯陶是德国巴伐利亚州的一个市镇。总面积34.84平方公里，总人口1643人，其中男性821人，女性822人（2011年12月31日），人口密度47人/平方公里。